# فستیوال ادبی جیپور
فستیوال ادبی جیپور (انگلیسی: Jaipur Literature Festival) یک فستیوال ادبیست که هر ساله شهری در هند هند به نام جیپور در ژانویه هر سال برگزار می‌شود.